# گل‌کلمی‌قارچان
گل‌کلمی‌قارچان (نام علمی: Sparassidaceae) نام یک تیره از راسته تاقچه‌ای‌قارچ‌سانان است.